# Подградци
Подградци су насеље у Општини Градишка, Република Српска, БиХ. Подградци се састоје од Горњих и Доњих Подградака.

## Географија
Смјештени су на сјеверним падинама Козаре, удаљени 21 километар од Градишке.

## Историја
У Подградцима се налазе видни остаци насеља из римског доба. Године 1853. у Подградцима је подигнута пилана на водени погон у вријеме аустроугарске администрације. Касније је пилана изграђена и на парни погон.

## Привреда
Мјесто је познато по дрвној индустрији. Развијена је пољопривредна производња житарица и воћарства. Чувене су плантаже јабука, крушака, брескви. Развијена је сточарска производња, а нарочито живинарство.

## Туризам
Околина Подградаца је врло живописна; има много излетничких мјеста, које користе становници не само Градишке него и околних мјеста Славоније. Подградци се налазе на асфалтном(прилично страдалом) путу Мраковица - Градишка, те се у њих наврате и транзитни туристи.

## Спорт
У Горњим Подградцима постоји ФК Слога ДИПО, који се тренутно такмичи у групи Запад Друге лиге Републике Српске). Поред фудбалског терена, постоји и травнати терен за мали фудбал, као и терени за тенис. Осим тога у Подградцима постоје већ и традиционални меморијални турнир у фудбалу Родољуб Чолаковић - Чоле. Потом Светосавски турнир у шаху и традиционални турнир у малом фудбалу под називом Видовдански турнир.
у Подградцима постоји и карате клуб, прво се звао „Слога“, затим „Козара“, а сада се зове Клуб борилачких вјештина „Нитен“ и под тим именом ради 3 године. Основна школа Младен Стојановић има у плану да у 2008. години отпочне са изградњом веће спортске дворане која би требало да омасови и унапреди многе друге спортове који нису популарни у овом поткозарском мјесту.

## Становништво
Године 1980. Подградци су насељавали око 550 домаћинства са око 2.000 становника.
| Демографија | Демографија | Демографија |
| Година      | Становника  | Становника  |
| ----------- | ----------- | ----------- |
| 1953.       | 4.728       |             |